# Nicolás Rey y Redondo
Nicolás Rey y Redondo (1 de febrer de 1834, Burgos - 5 de setembre de 1917, San Cristóbal de La Laguna, Tenerife) va ser un clergue espanyol, el cinquè bisbe de la diòcesi de Sant Cristóbal de La Laguna.
Nicolás va prendre possessió del bisbat de Tenerife per decret del 5 de febrer de 1894 de la Reina Victòria Eugènia de Battenberg, encara que aquest nomenament havia de ser confirmat pel papa Lleó XIII, que el va confirmar el 21 de maig del mateix any. Rey y Redondo va rebre la consagració episcopal el 8 de setembre d'aquest any i el 9 de novembre va arribar a la diòcesi. Va ser el promotor de la construcció de la nova Catedral de La Laguna, consagrada el 6 de setembre de 1913. En total, va ordenar 44 sacerdots diocesans. Va morir a San Cristóbal de La Laguna el 5 de setembre de 1917 i va ser enterrat a la capella de la Immaculada Concepció de la Catedral de La Laguna.